# Parlamentswahl in Costa Rica 2018
- FA: 1
- PAC: 10
- PLN: 17
- PUSC: 9
- PRSC: 2
- PIN: 4
- PREN: 14

Die Parlamentswahl in Costa Rica 2018 fand am 4. Februar 2018 statt. Zum selben Zeitpunkt wurde außerdem die erste Runde der Präsidentschaftswahl abgehalten.

## Ablauf
Gewählt wurden 57 Abgeordnete für die Legislativversammlung von Costa Rica. Die Wahl erfolgte nach dem Verhältniswahlrecht. Die Legislaturperiode betrug 4 Jahre.

## Ergebnis
Die Parlamentswahl gewannen mehrheitlich Parteien links der politischen Mitte wie Partido Acción Ciudadana und Partido Liberación Nacional. Bei der gleichzeitig stattfindenden Präsidentschaftswahl erhielt kein Kandidat die erforderliche Mehrheit von mindestens 40 % der Stimmen; es kam zu einer Stichwahl zwischen Carlos Alvarado Quesada (PAC) und Fabricio Alvarado Muñoz (PRN), die Alvarado Quesada am 1. April 2018 für sich entschied.
| Partei            | Partei                                     | Stimmen   | Stimmen | Stimmen | Sitze  | Sitze |
| Partei            | Partei                                     | Anzahl    | %       | +/−     | Anzahl | +/−   |
| ----------------- | ------------------------------------------ | --------- | ------- | ------- | ------ | ----- |
|                   | Partido Liberación Nacional (PLN)          | 416.638   | 19,49   | −6,22   | 17     | −1    |
|                   | Partido Restauración Nacional (PREN)       | 388.086   | 18,16   | +14,05  | 14     | +13   |
|                   | Partido Acción Ciudadana (PAC)             | 347.703   | 16,26   | −7,22   | 10     | −3    |
|                   | Partido Unidad Socialcristiana (PUSC)      | 312.097   | 14,60   | +4,58   | 9      | +1    |
|                   | Partido Integración Nacional (PIN)         | 163.933   | 7,67    | +7,12   | 4      | +4    |
|                   | Partido Republicano Socialcristiano (PRSC) | 89.969    | 4,21    | Neu     | 2      | Neu   |
|                   | Frente Amplio (FA)                         | 84.437    | 3,95    | −9,19   | 1      | −8    |
|                   | Alianza Demócrata Cristiana (ADC)          | 52.325    | 2,45    | +1,28   | –      | −1    |
|                   | Movimiento Libertario (ML)                 | 49.659    | 2,32    | −5,62   | –      | −4    |
|                   | Partido Accesibilidad Sin Exclusión (PASE) | 46.071    | 2,16    | −1,81   | –      | −1    |
|                   | Partido Nueva Generación (PNG)             | 45.896    | 2,15    | +0,93   | –      | ±0    |
|                   | Partido Renovación Costarricense (PRC)     | 41.806    | 1,96    | −2,10   | –      | −2    |
|                   | Partido Auténtico Limonense (PAL)          | 13.661    | 0,64    | –       | –      | –     |
|                   | Partido Liberal Progresista (PLP)          | 12.537    | 0,59    | Neu     | –      | Neu   |
|                   | Partido de los Trabajadores (PT)           | 11.615    | 0,54    | −0,09   | –      | ±0    |
|                   | Actuemos Ya (AY)                           | 9.898     | 0,46    | Neu     | –      | Neu   |
|                   | Vamos                                      | 8.283     | 0,39    | Neu     | –      | Neu   |
|                   | Fuerzas Unidas para el Cambio (FUC)        | 8.237     | 0,39    | Neu     | –      | Neu   |
|                   | Todos                                      | 8.062     | 0,38    | Neu     | –      | Neu   |
|                   | Unión Guanacasteca (UG)                    | 7.994     | 0,37    | Neu     | –      | Neu   |
|                   | Partido Comunal Unido (PCU)                | 6.270     | 0,29    | Neu     | –      | Neu   |
|                   | Partido de los Transportistas (PdT)        | 4.868     | 0,23    | −0,05   | –      | ±0    |
|                   | Partido Recuperando Valores (PRV)          | 4.840     | 0,23    | Neu     | –      | Neu   |
|                   | Patria Igualdad y Democracia (PID)         | 1.881     | 0,09    | +0,04   | –      | ±0    |
|                   | Nuevo Partido Socialista (NPS)             | 790       | 0,04    | +0,03   | –      | ±0    |
| Gesamt            | Gesamt                                     | 2.137.556 | 100,00  |         | 57     |       |
| Gültige Stimmen   | Gültige Stimmen                            | 2.137.556 | 98,14   | +0,42   |        |       |
| Ungültige Stimmen | Ungültige Stimmen                          | 40.540    | 1,86    | −0,42   |        |       |
| Wahlbeteiligung   | Wahlbeteiligung                            | 2.178.096 | 65,56   | −2,82   |        |       |
| Nichtwähler       | Nichtwähler                                | 1.144.233 | 34,44   | +2,82   |        |       |
| Wahlberechtigte   | Wahlberechtigte                            | 3.322.329 |         |         |        |       |
| Quelle: TSE       |                                            |           |         |         |        |       |